# Infiltrado en el Norte
Infiltrado en el Norte (en hangul, 공작; hanja: 工作; romanización revisada del coreano: Gongjak) es una película surcoreana de espionaje dirigida por Yoon Jong-bin y protagonizada por Hwang Jung-min, Lee Sung-min, Cho Jin-woong y Ju Ji-hoon. Se basa libremente en la historia real de Park Chae-seo, un agente surcoreano que se infiltró en las instalaciones nucleares de Corea del Norte. Tras su paso por el Festival de Cannes, se estrenó en cines en Corea del Sur el 8 de agosto de 2018.

## Sinopsis
La película está ambientada en la década de los 90 del siglo pasado. Park Suk-young es un valiente oficial de inteligencia surcoreano que se infiltra en Corea del Norte como un supuesto hombre de negocios, para obtener datos sobre los planes de desarrollo de armas nucleares de ese país. Logra sorprendentemente la confianza de la cúpula de poder norcoreana; sin embargo, descubre entonces que algunos políticos del sur están intentando manipular, con la ayuda del norte, las inminentes elecciones políticas en Corea del Sur, provocando algún incidente entre ambos países para orientar el voto.

## Reparto
- Hwang Jung-min como Park Seok-young/heuk Geum-seong (nombre en clave Black Venus).[3][4]
- Lee Sung-min como Ri Myung-woon.[5][6]
- Cho Jin-woong como Choi Hak-sung.[7][8]
- Ju Ji-hoon como jefe del Departamento de Seguridad del Estado Jung.[9]
- Lee Hyori como ella misma (cameo).[1][10]
- Joo Hae-eun como agente de Corea del Norte.
- Ki Joo-bong como Kim Jong-Il.[11][12]
- Kim Hyun como propietario de la empresa inmobiliaria.
- Kim So-jin como la esposa de Han Chang-joo.[13]
- Park Min-su como el hijo de Ri Myung-un.
- Kim Hong-pa como Kim Myeong-soo.
- Jung So-ri como Lee Hong-seol.[14]
- Kim Eung-soo como el jefe de departamento Kim.
- Choi Jung-in como la mujer de Seok-young.
- Nam Moon-chul como el diputado Park.
- Choi Byung-mo como el diputado Yoo.
- Geum Sae-rok como una guardaespaldas del presidente.[15]
- Kim Jong-soo como el presidente Kim.

## Producción
La producción de Infiltrado en el Norte se vio dificultada por problemas de financiación que la pusieron en peligro. El gasto excesivo en la fase inicial provocó la retirada de la producción de CJ Entertainment a mediados de diciembre de 2016.
El rodaje de la película comenzó el 24 de enero de 2017 y concluyó el 25 de julio del mismo año. Algunas partes de la película que se desarrollan en Pekin y Corea del Norte se rodaron en Taiwán.

## Estreno y recepción
La película hizo su estreno mundial en el Festival de Cine de Cannes de 2018, fuera de concurso.  Se estrenó en sala en Corea del Sur el 8 de agosto de 2018, y se vendió a más de 100 países.

### Taquilla
Infiltrado en el Norte ocupó la segunda posición en la semana de estreno, con una taquilla de 15,7 millones de dólares en los cinco primeros días. A la cuarta semana, el 28 de agosto alcanzó el punto de equilibrio económico igualando su presupuesto de 19 000 millones de wones, gracias a una audiencia acumulada de 4 734 000 espectadores. Con ello se disiparon las dudas antes del estreno sobre la acogida dispensada por el público a «un drama de espías sin acción», y debiendo competir además con el éxito de Along with the Gods: The Last 49 Days, que rompió toda clase de marcas en sus primeros días de proyección.
Al final de su período de exhibición, Infiltrado en el Norte había sido proyectado en 1317 salas para casi cinco millones de espectadores, que dejaron una taquilla del equivalente a más de treinta millones de dólares, quedando por este concepto en la quinta posición entre las películas surcoreanas estrenadas en el año.
Por otra parte, la película se había vendido a un total de 11 países, entre los cuales Estados Unidos, Francia, Reino Unido y España.

### Crítica
Deborah Young (The Hollywood Reporter) escribe que «esta espléndida producción surcoreana dirigida por el respetado cineasta Yoon Jong-bin es un thriller elegante y escalofriante del tipo que el cine asiático sabe hacer tan bien. La película logra ser a la vez emocionante y centrada en los personajes, pero solo después de una primera mitad confusa que dejará a los espectadores internacionales frustrados por saber quién es quién y qué está pasando».
Para Carlos Bramesco (The Guardian), la película se puede emparentar con The Net, de Kim Ki-duk en su mirada desaprobadora de las agencias de inteligencia surcoreanas: «a medida que la película pasa de un clásico filme de espías de morderse las uñas a una crítica más mordaz de la mala conducta de la agencia [de inteligencia], el tono predominante de Yoon es el de un sano cinismo».
Según Maggie Lee (Variety), «en lugar de la dosis habitual de acción y suspenso que uno espera de este género, ver cómo se desarrolla este denso drama político de 140 minutos es como andar a tientas por un largo túnel que, sin embargo, vale la pena cuando el rayo de luz emerge al final».
José María Aresté (Decine21), quien destaca la actuación de los dos protagonistas, la define como una «magnífica película de espías, basada en hechos reales, que ayuda a entender un poco mejor nuestro complejo mundo en que teóricas democracias como la de Corea del Sur pueden sufrir influencias externas».

## Premios y nominaciones
| Premio                                         | Categoría                      | Candidato                     | Resultado | Ref.                 |
| ---------------------------------------------- | ------------------------------ | ----------------------------- | --------- | -------------------- |
| 27th Buil Film Awards                          | Mejor película                 | Infiltrado en el Norte        | Ganadora  | [ 24 ] [ 25 ]        |
| 27th Buil Film Awards                          | Mejor director                 | Yoon Jong-bin                 | Nominado  | [ 24 ] [ 25 ]        |
| 27th Buil Film Awards                          | Mejor actor                    | Hwang Jung-min                | Nominado  | [ 24 ] [ 25 ]        |
| 27th Buil Film Awards                          | Mejor actor                    | Lee Sung-min                  | Ganador   | [ 24 ] [ 25 ]        |
| 27th Buil Film Awards                          | Mejor actor de reparto         | Ju Ji-hoon                    | Ganador   | [ 24 ] [ 25 ]        |
| 27th Buil Film Awards                          | Mejor guion                    | Kwon Sung-hwi y Yoon Jong-bin | Ganadores | [ 24 ] [ 25 ]        |
| 27th Buil Film Awards                          | Mejor dirección artística      | Park Il-hyun                  | Ganadora  | [ 24 ] [ 25 ]        |
| 55th Grand Bell Awards                         | Mejor película                 | Infiltrado en el Norte        | Nominada  | [ 26 ] [ 27 ]        |
| 55th Grand Bell Awards                         | Mejor director                 | Yoon Jong-bin                 | Nominado  | [ 26 ] [ 27 ]        |
| 55th Grand Bell Awards                         | Mejor actor                    | Hwang Jung-min                | Ganador   | [ 26 ] [ 27 ]        |
| 55th Grand Bell Awards                         | Mejor actor                    | Lee Sung-min                  | Ganador   | [ 26 ] [ 27 ]        |
| 55th Grand Bell Awards                         | Mejor actor de reparto         | Gi Ju-bong                    | Nominado  | [ 26 ] [ 27 ]        |
| 55th Grand Bell Awards                         | Mejor guion                    | Kwon Sung-hwi y Yoon Jong-bin | Nominados | [ 26 ] [ 27 ]        |
| 55th Grand Bell Awards                         | Mejor fotografía               | Choi Chan-min                 | Nominado  | [ 26 ] [ 27 ]        |
| 55th Grand Bell Awards                         | Mejor montaje                  | Kim Sang-bum y Kim Jae-bum    | Nominados | [ 26 ] [ 27 ]        |
| 55th Grand Bell Awards                         | Mejor dirección artística      | Park Il-hyun                  | Ganadora  | [ 26 ] [ 27 ]        |
| 55th Grand Bell Awards                         | Mejor iluminación              | Yoo Suk-moon                  | Nominado  | [ 26 ] [ 27 ]        |
| 55th Grand Bell Awards                         | Mejor vestuario                | Chae Kyung-hwa                | Nominada  | [ 26 ] [ 27 ]        |
| 55th Grand Bell Awards                         | Premio técnico                 | Infiltrado en el Norte        | Nominada  | [ 26 ] [ 27 ]        |
| 55th Grand Bell Awards                         | Mejor planificación            | Infiltrado en el Norte        | Nominada  | [ 26 ] [ 27 ]        |
| 2nd The Seoul Awards                           | Mejor película                 | Infiltrado en el Norte        | Ganadora  | [ 28 ]               |
| 2nd The Seoul Awards                           | Mejor actor                    | Lee Sung-min                  | Nominado  | [ 28 ]               |
| 2nd The Seoul Awards                           | Mejor actor de reparto         | Ju Ji-hoon                    | Ganador   | [ 28 ]               |
| 38th Korean Association of Film Critics Awards | Top 11 Films                   | Infiltrado en el Norte        | Ganadora  | [ 29 ] [ 30 ]        |
| 38th Korean Association of Film Critics Awards | Mejor director                 | Yoon Jong-bin                 | Ganador   | [ 29 ] [ 30 ]        |
| 38th Korean Association of Film Critics Awards | Mejor actor                    | Lee Sung-min                  | Ganador   | [ 29 ] [ 30 ]        |
| 38th Korean Association of Film Critics Awards | Mejor actor de reparto         | Ju Ji-hoon                    | Ganador   | [ 29 ] [ 30 ]        |
| 39th Blue Dragon Film Awards                   | Mejor película                 | Infiltrado en el Norte        | Nominada  | [ 31 ] [ 32 ] [ 33 ] |
| 39th Blue Dragon Film Awards                   | Mejor director                 | Yoon Jong-bin                 | Ganador   | [ 31 ] [ 32 ] [ 33 ] |
| 39th Blue Dragon Film Awards                   | Mejor guion                    | Kwon Sung-hwi y Yoon Jong-bin | Nominados | [ 31 ] [ 32 ] [ 33 ] |
| 39th Blue Dragon Film Awards                   | Mejor actor                    | Lee Sung-min                  | Nominado  | [ 31 ] [ 32 ] [ 33 ] |
| 39th Blue Dragon Film Awards                   | Mejor actor de reparto         | Ju Ji-hoon                    | Nominado  | [ 31 ] [ 32 ] [ 33 ] |
| 39th Blue Dragon Film Awards                   | Mejor fotografía e iluminación | Choi Chan-min y Yoon Suk-moon | Nominados | [ 31 ] [ 32 ] [ 33 ] |
| 39th Blue Dragon Film Awards                   | Mejor montaje                  | Kim Sang-bum y Kim Jae-bum    | Nominados | [ 31 ] [ 32 ] [ 33 ] |
| 39th Blue Dragon Film Awards                   | Mejor música                   | Jo Yeong-wook                 | Nominado  | [ 31 ] [ 32 ] [ 33 ] |
| 39th Blue Dragon Film Awards                   | Mejor dirección artística      | Park Il-hyun                  | Ganadora  | [ 31 ] [ 32 ] [ 33 ] |
| 26th Korea Culture and Entertainment Awards    | Mejor película                 | Infiltrado en el Norte        | Ganadora  | [ 34 ]               |
| 5th Korean Film Producers Association Awards   | Mejor fotografía               | Choi Chan-min                 | Ganador   | [ 35 ]               |
| 5th Korean Film Producers Association Awards   | Mejor iluminación              | Yoo Seok-moon                 | Ganador   | [ 35 ]               |
| 5th Korean Film Producers Association Awards   | Mejor dirección artística      | Park Il-hyun                  | Ganadora  | [ 35 ]               |
| 18th Director's Cut Awards                     | Mejor actor                    | Lee Sung-min                  | Ganador   | [ 36 ] [ 37 ]        |
| 10th KOFRA Film Awards                         | Mejor película                 | Infiltrado en el Norte        | Ganadora  | [ 38 ]               |
| 10th KOFRA Film Awards                         | Mejor actor                    | Lee Sung-min                  | Ganador   | [ 38 ]               |
| 10th KOFRA Film Awards                         | Mejor actor de reparto         | Ju Ji-hoon                    | Ganador   | [ 38 ]               |
| 55th Baeksang Arts Awards                      | Mejor película                 | Infiltrado en el Norte        | Ganadora  | [ 39 ] [ 40 ]        |
| 55th Baeksang Arts Awards                      | Mejor director                 | Yoon Jong-bin                 | Nominado  | [ 39 ] [ 40 ]        |
| 55th Baeksang Arts Awards                      | Mejor actor                    | Lee Sung-min                  | Ganador   | [ 39 ] [ 40 ]        |
| 55th Baeksang Arts Awards                      | Mejor guion                    | Kwon Sung-hwi y Yoon Jong-bin | Nominados | [ 39 ] [ 40 ]        |
| 55th Baeksang Arts Awards                      | Premio técnico                 | Park Il-hyun (Arte)           | Nominada  | [ 39 ] [ 40 ]        |